# Solferino (Quintana Roo)
Solferino es un pequeño poblado ubicado en el Municipio de Lázaro Cárdenas, Estado de Quintana Roo, México. En los 87° 25' 44" de longitud norte y a los 21° 21' 8" de latitud oeste y a una altitud de 10 metros sobre el nivel del mar. Tiene una población de 799 habitantes, según el censo de 2010 llevado a cabo por el INEGI; La población está a 13 kilómetros del puerto de Chiquilá y muy cerca de los límites del Área de Protección de Flora y Fauna Yum Balam, Área Nacional Protegida con una extensión de 155 000 ha de las cuales tienen un gran valor sus humedales. Forma parte de la provincia biótica de Yucatán en la región biogeográfica de Yalahau.
Cuenta con una selva exuberante. De acuerdo a la clasificación de la vegetación de Rzedowsky se presenta al norte del municipio la vegetación acuática y subacuática en los humedales compuestos de lagunas salobres y pantanos del litoral con abundancia del mangle rojo y el pasto marino. Existe en este ejido la selva baja y mediana subperennifolia con abundancia de chacah, ramón, tsalam, tasiste, palo de tinte, que por su abundancia incluye un complejo de asociaciones vegetales denominados ramonales, zapotales, tintales, tazistales y tulares.
En estos ecosistemas habitan el venado, el tejón, el jabalí, la zorra, el mapache, el tepezcuintle, las tortugas marinas, la boa, la cuatro narices o nauyaca, el pavo de monte y el faisán y una gran abundancia de aves canoras endémicas y migratorias. Por su cercanía con el litoral y la Isla de Holbox y por su abundancia de humedales se pueden apreciar aves acuáticas como garzas, pelícanos y patos y ocasionalmente fragatas, flamencos, y cormoranes.
La población está compuesta por 810 habitantes de los cuales 423 es población masculina y 387 son mujeres. Mayormente por población indígena que pertenece a la etnia maya, de éstos el 15% hablan español y la lengua maya y el 85% solamente español. Existe una minoría de la población de origen tuxpeño que fueron traídos del Estado de Veracruz para colonizar la región desde fines del siglo XIX en la época de la explotación del palo de tinte, el chicle y las maderas preciosas.

## Historia
De acuerdo con algunos datos recopilados por historiadores y obtenida de los mismos habitantes de Solferino, se sabe que el nombre anterior del poblado era "Labcáh" que en lengua maya significa pueblo viejo, se encontraba en la jurisdicción, de la antigua provincia o cacigazgo maya de Ekab, denominado por los españoles "El gran Cairo" por el intenso movimiento marítimo que observaron en los mayas.
Existe una versión de algunos antiguos pobladores, que la población cambio de nombre a Solferino por designación de los hacendados de apellido Urcelay, en la época de explotación de palo de tinte (Haematoxylum campechianum), porque se apilaba una gran cantidad de troncos de esta especie en centro de la población. Y al llover, el palo de tinte teñía todo el lugar de un color rojizo, al que se le conoce como color solferino. Desde entonces se comenzó a llamar Solferino a la localidad, y se dejó de usar el nombre de Labkah.

## Ecosistema
Solferino cuenta con un ecosistema endémico llamado, El corchal un humedal de gran importancia por su inmejorable estado de conservación, que cuenta en su interior con un bosque de árboles de corcho annona glabra, es una superficie de algunas hectáreas, tiene una gran abundancia de bromelias y orquídeas con un pequeño lago “escondido” repleto de nenúfares, donde viven y anidan numerosas y bellas aves silvestres, de entre las que cabe destacar el flamenco mexicano, la espátula rosada, el cigüeñón, la garza tigre, todos ellos habitantes comunes de los humedales mexicanos.
En la rica biodiversidad circundante, se pueden encontrar diferentes tipos de vegetación terrestre (selva, selva inundable, pastizal…), gran variedad de palmas endémicas (el chit thrinax radiata, el tasiste), orquídeas, tipos diferentes de mariposas, incontable variedad de insectos y más 300 clases de animales de todas las especies, de entre las que sobresalen, el pavo ocelado, el loro yucateco, el zopilote rey y el oriol yucateco. En las copas de los árboles más altos podremos observar los monos araña y aulladores y en las profundidades de la selva se encuentran los felinos neotropicales: jaguar, puma, ocelote, y el margay; así como, los cocodrilos moreleti y acutus, los venados yuc y cola blanca,  los jabalíes de collar y de labios blancos, mapaches y coatís Nasua narica, esta es la flora y fauna predominante en el ecosistema de solferino.